# Alice-Salomon-Schule

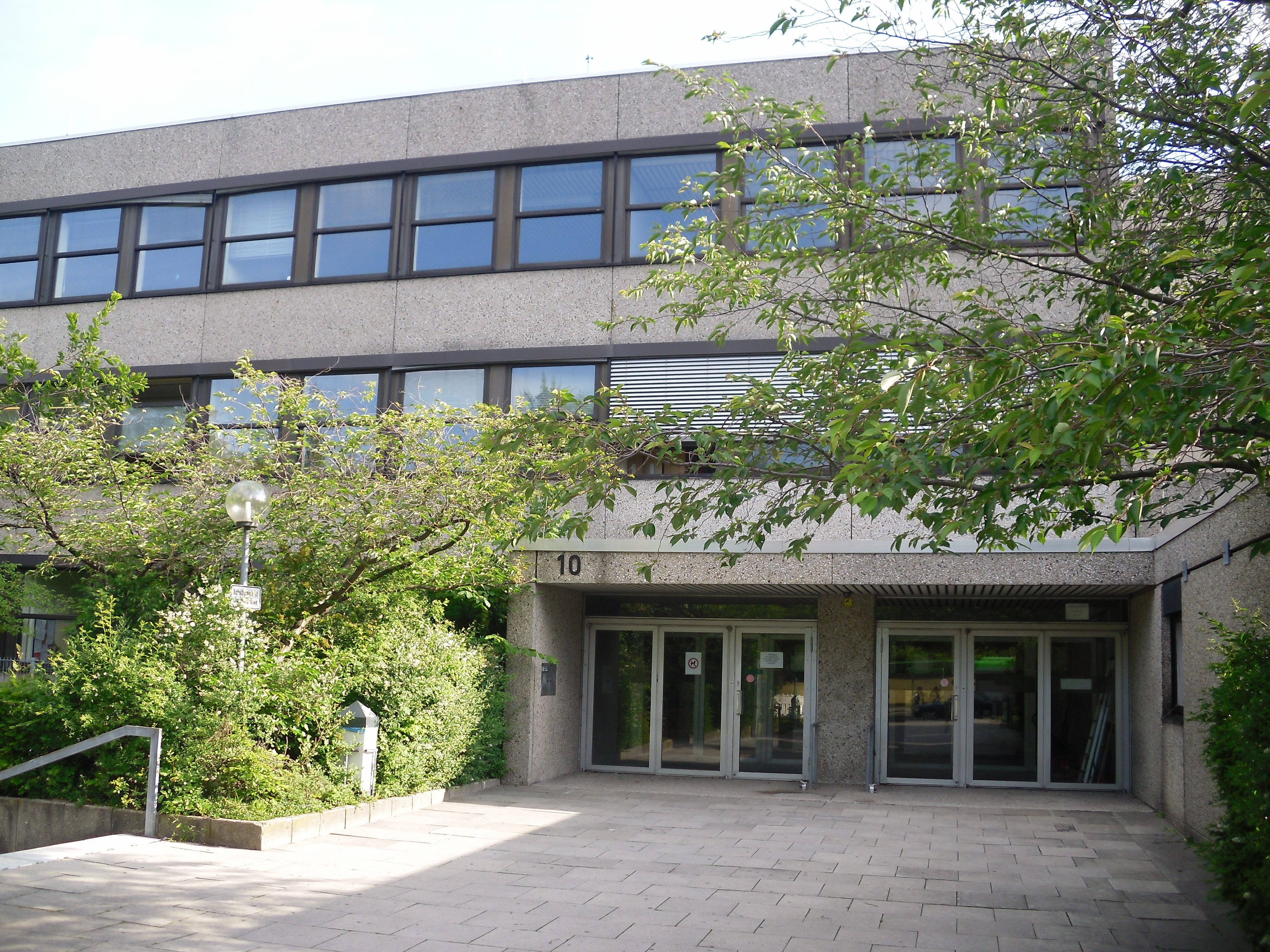
Alice-Salomon-Schule, Standort Herrenhausen

Die Alice-Salomon-Schule ist eine berufsbildende Schule für Gesundheit und Soziales in Hannover-Kleefeld. Die Schule ist die älteste berufsbildende Schule für Frauenbildung in staatlicher Trägerschaft. Mit 3.800 Schülerinnen und Schülern in 160 Schulklassen ist sie die größte berufsbildende Schule ihrer Art in Deutschland. 1999 wurde die Schule nach Alice Salomon benannt.

## Geschichte

### Gründung und Zeit im Kaiserreich
Die heutige Alice-Salomon-Schule wurde im Januar 1878 vom damaligen Frauenbildungsverein als Gewerbe- und Haushaltungsschule in Hannover gegründet. Es wurden Kurse für Maschinennähen, Schneidern, kunstgewerbliches Zeichnen und Handarbeit eingerichtet. Die Schule begann mit acht Schülerinnen. Bereits zu Ostern des Gründungsjahres wurde ein Seminar für Handarbeitslehrerinnen eingerichtet (damals „technische Lehrerinnen“ genannt). 1902 kam ein Seminar für Hauswirtschaftslehrerinnen dazu. Seit diesem Jahr führte nicht mehr der Frauenbildungsverein, sondern eine angestellte Schulleiterin die Schule. 1911 schaffte ein Erlass des Ministeriums für Handel und Gewerbe die Voraussetzung für die Einrichtung von Seminaren zur Ausbildung von Gewerbelehrerinnen. Zunächst gab es Seminare für Kochen und Hauswirtschaft, später auch für Schneidern und Wäscheanfertigung.

### Staatliche Schule in der Weimarer Republik
Im Jahre 1921 ging die Schule in die Trägerschaft der Stadt Hannover über und hieß seither Städtische Gewerbe- und Haushaltungsschule. 1923 erfolgte die Einrichtung von Seminaren für „Gewerbelehrerinnen für Berufs- und Fachschulen in der Fachrichtung Handarbeit und Hauswirtschaft“. 1926 wurde eine Kinderpflegerinnenschule mit ihrem Kindergarten angegliedert. Mit dem Wechsel zur staatlichen Schule ging auch eine Ausweitung des Ausbildungskonzepts einher, das nicht nur die Vermittlung praktischer Fertigkeiten, sondern auch allgemeine Bildungsziele beinhaltet. Es gehörten neben den berufsbezogenen gewerblichen und hauswirtschaftlichen Fächern auch Deutsch, Geschichte, Mathematik und Physik zum Fächerkanon. 1930 wurden durch Ministerialerlass die Seminare für Lehrerinnen für Hauswirtschaft und Handarbeit und ein Jahr später auch die Seminare für Gewerbelehrerinnen geschlossen. Sie durften nur noch an Hochschulen ausgebildet werden. Die eingerichtete höhere Fachschule für Frauenberufe qualifizierte aber für das Studium des Gewerbelehramtes.

### Die Zeit des Nationalsozialismus
Während der Zeit des Dritten Reichs fand die nationalsozialistische Ideologie Eingang in die Lehrpläne. So wurde ein Frauenbild vermittelt, das die gesellschaftliche Rolle der Frauen auf sogenannte „weibliche“ Tätigkeiten im Bereich Haushalt, Pflege und die Vorbereitung auf das Dasein als Mutter beschränkte. Die Schule verlor in dieser Zeit die höhere Fachschule für Frauenberufe, so dass von 1935 bis 1939 lediglich die Haushaltungsschule und die Abteilung für Kinderpflegerinnen weitergeführt wurden. 1939 wurde die zweijährige Frauenfachschule gegründet und 1941 gab es auch wieder die Möglichkeit, Gewerbelehrerinnen für Handarbeit und Hauswirtschaft auszubilden. Das Gebäude der Schule wurde 1943 bei den Luftangriffen auf Hannover ausgebombt. Die Schule führte den Unterricht in bis zu 4 verschiedenen Gebäuden weiter.

### Nachkriegszeit

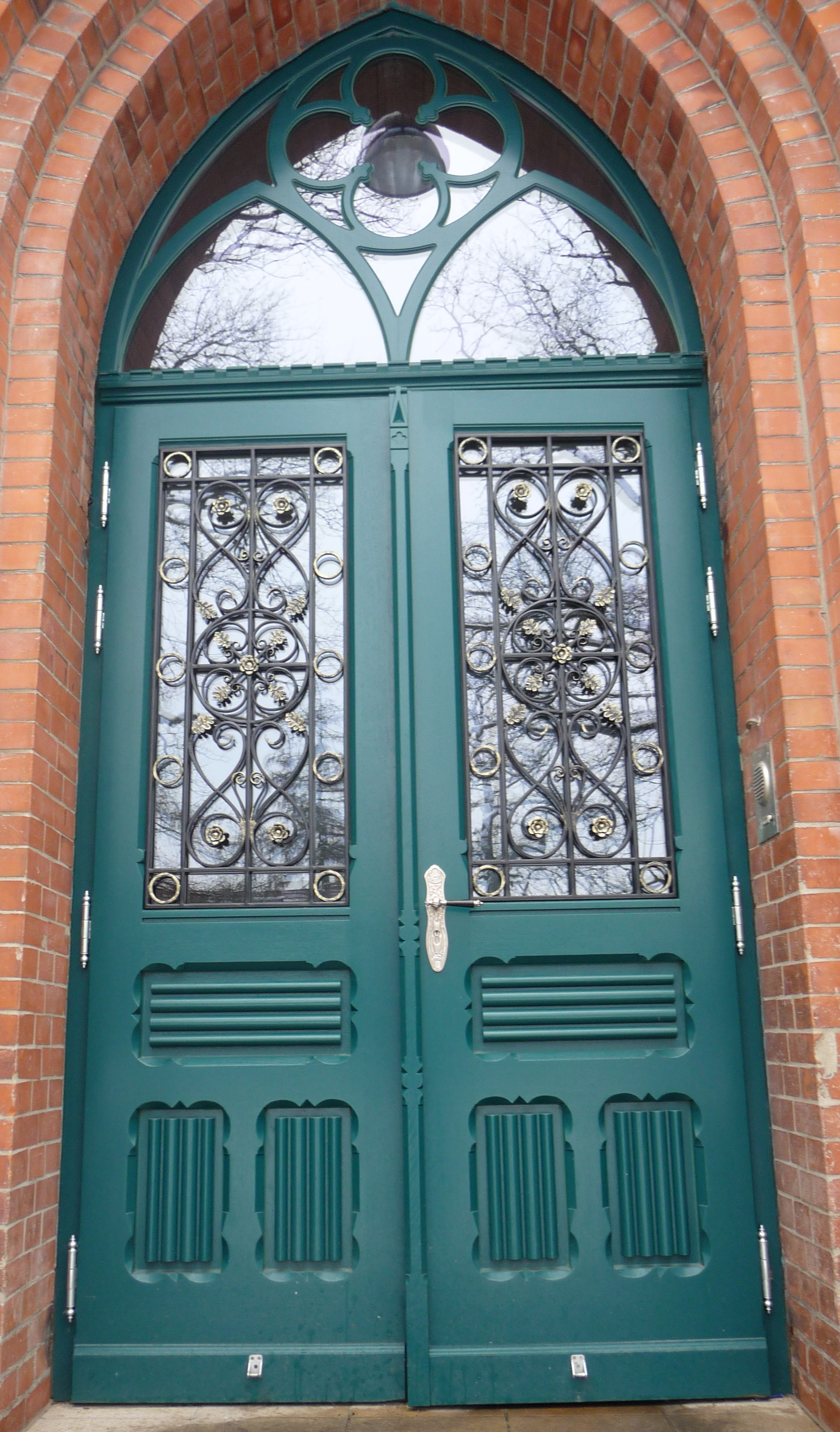
Eingangstür der Schule

Nachdem 1949 neben der zweijährigen auch die dreijährige Frauenfachschule eröffnet worden war, konnte die Schule im August 1952 nach Umbauten wieder in ein eigenes Gebäude umziehen. Dabei handelte es sich um die ehemalige Provinzialblindenanstalt in Hannover-Kleefeld, die heute der Sitz der Leitung der Alice-Salomon-Schule ist. 1953 erhielt die Schule den Namen Hedwig-Heyl-Schule. Der Name wurde vom Lehrerkollegium gewählt, da Hedwig Heyl als Vorkämpferin der Professionalisierung der Hauswirtschaft gilt. Die problematische Seite von Hedwig Heyl – ihre nationalistisch-rassistischen Ansichten und ihre Bewunderung der nationalsozialistischen Ideologie – kamen erst sehr viel später in den 1990er Jahren ins Blickfeld der Öffentlichkeit. 1962 wurden die Haushaltungsschule, die Lehrkindertagesstätte und die Kinderpflegerinnenschule der in Hannover ansässigen Anna-Siemsen-Schule angegliedert. Dagegen kam die Ausbildung zur Kindergärtnerin zur Alice-Salomon-Schule. 1963 wurde die dreijährige Frauenfachschule Fachrichtung Hauswirtschaft und Textilgewerbe gegründet, deren Abschluss das Studium pädagogischer Berufe ermöglichte. Dagegen wurde die Frauenfachschule hauswirtschaftlicher und gewerblicher Fachrichtung 2 Jahre später geschlossen. 1967 wurde die zweijährige Fachschule Sozialpädagogik eingerichtet, an die Stelle der Kindergärtnerinnenausbildung trat die Ausbildung zur Erzieherin/zum Erzieher. 1968 wurde die einjährige Berufsfachschule Hauswirtschaft gegründet. 1969 wurde die dreijährige höhere Frauenfachschule in ein Fachgymnasium mit hauswirtschaftwissenschaftlichem und textilwissenschaftlichem Zweig umgewandelt, an dem die fachgebundene Hochschulreife erworben werden kann.

### Jüngere Vergangenheit seit 1970

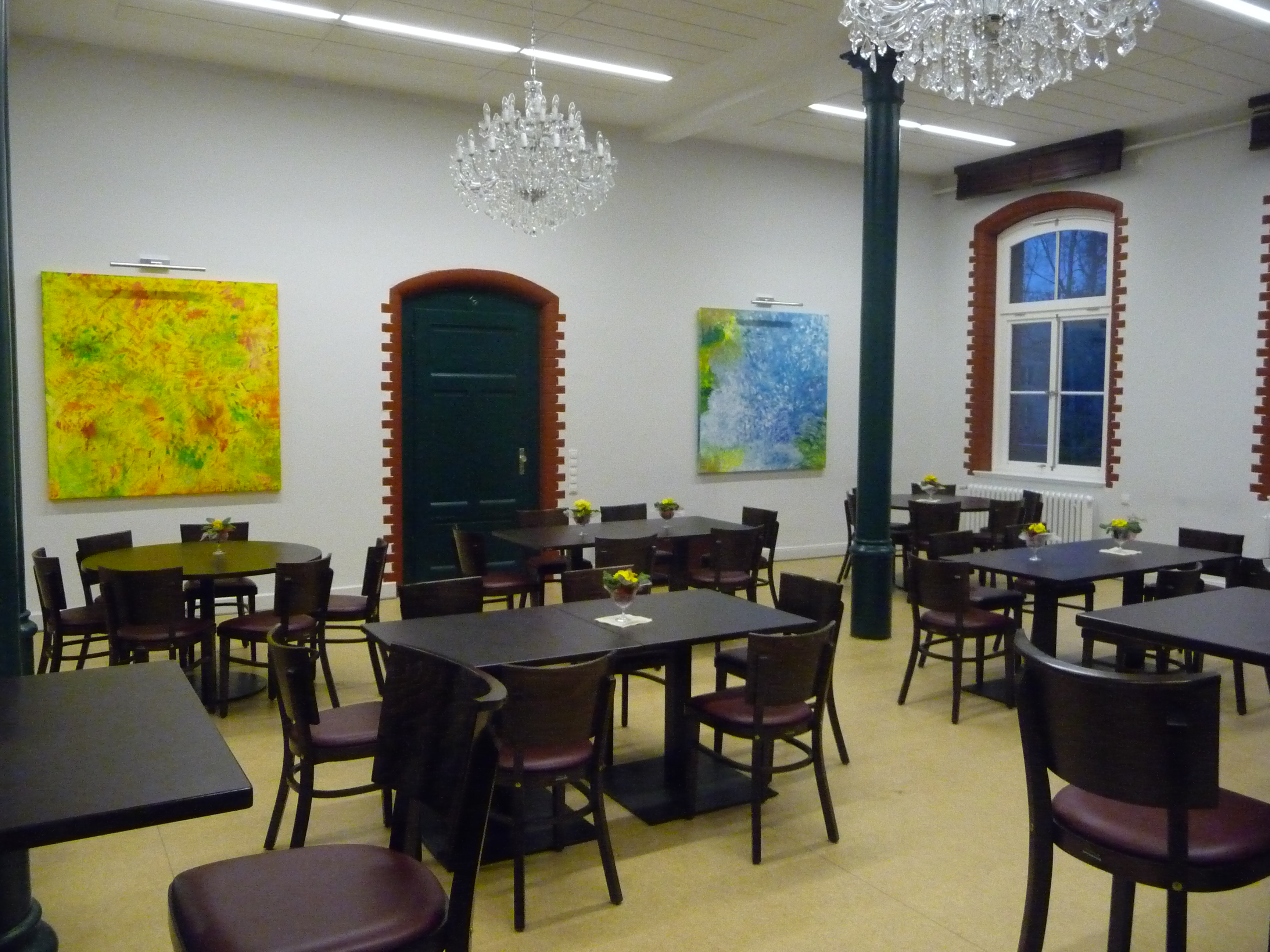
Cafeteria am Standort Kleefeld

Seit 1970 wurden in den Ausbildungsgängen der Schule bis in die Gegenwart hinein wichtige Veränderungen vorgenommen. Bereits 1970 kann die Fachoberschule Sozialpädagogik/Sozialarbeit, die heutige Fachoberschule Gesundheit und Soziales, Schwerpunkt Sozialpädagogik, die zur Fachhochschulreife führt, eingegliedert werden. 1979 vermittelt das Fachgymnasium hauswirtschaftswissenschaftlicher und textilwissenschaftlicher Fachrichtung erstmals die allgemeine Hochschulreife (Abitur). Der Nachfolgebildungsgang ist heute das Berufliche Gymnasium Gesundheit und Soziales mit den Schwerpunkten Sozialpädagogik und Gesundheit-Pflege. Ebenfalls in diesem Jahr wurde eine Aufbauklasse „Heilpädagogik“ eingerichtet. Sie wurde 1984 in eine Fachschule in Teilzeitform umgewandelt, um Berufstätigen diese Ausbildung zu ermöglichen. Viele weitere vollzeitschulische und duale Bildungsgänge folgten in den nächsten Jahren (siehe Tabelle Bildungsgänge).
1999 kam es zur Ablegung des Namens „Hedwig-Heyl-Schule“. Dies geschah einerseits, weil Hedwig Heyl als Reformerin der Hauswirtschaft für einen Bereich steht, der an der Schule nicht mehr existierte. Der andere Grund der Umbenennung waren ihre problematischen nationalistischen und rassistischen Ansichten. Die Schule wurde nach Alice Salomon benannt, da diese national und international führend in der Frauenbewegung tätig war. Sie hatte die erste Schule für Sozialpädagogik in Deutschland, die heutige Alice-Salomon-Hochschule in Berlin, gegründet. 2001 wechselte die Schulträgerschaft von der Landeshauptstadt Hannover zur Region Hannover. Die 75-Jahr-Feier im Jahre 1953, die 100-Jahr-Feier im Jahre 1978 und die 125-Jahr-Feier im Jahre 2003 wurden unter großer öffentlicher Anteilnahme abgehalten. Zwischen 1994 und 2005 gab es einen zweiten Standort der Schule in Hannover-Hainholz. Seit 2005 existiert ein zweiter Standort in Hannover-Herrenhausen.
In der Schülerschaft haben die weiblichen Schüler zwar weiterhin die große Mehrheit, der Anteil der männlichen Schüler ist aber in den letzten Jahren kontinuierlich gewachsen.

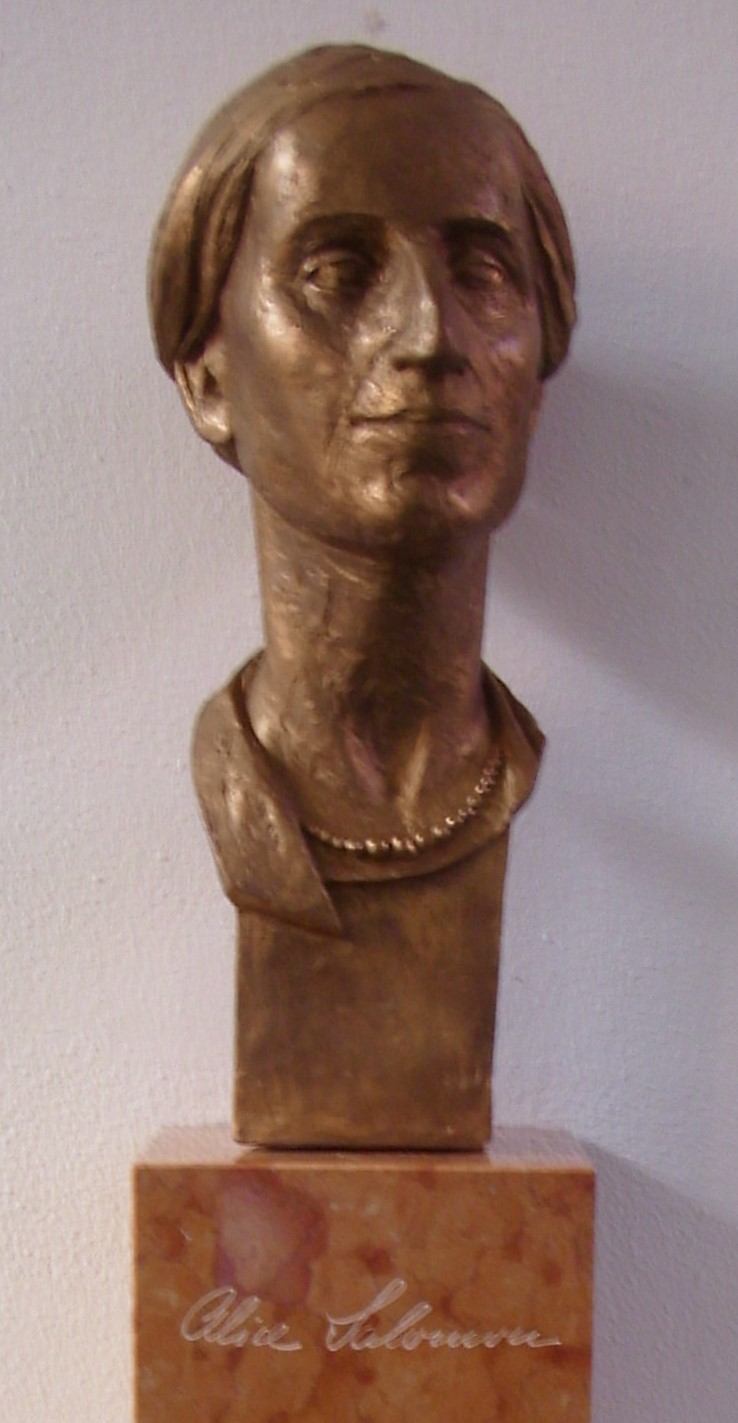
Büste der Alice Salomon im Treppenhaus des Standortes Kleefeld

Im Juni 2009 wurde im Eingangsbereich der Schule die Büste der Namenspatronin Alice Salomon feierlich enthüllt, wobei auch am Standort Herrenhausen ebenfalls im Eingangsbereich eine Kopie der Büste aufgestellt wurde. Beide Kunstwerke schuf der Bildhauer Petr Váňa aus Prag.
In den Jahren 2010 und 2011 wurden umfangreiche energetische und denkmalpflegerische Sanierungen am Haupthaus der Schule in Kleefeld durchgeführt. Dabei wurden die im Laufe der Jahrzehnte vorgenommenen baulichen Veränderungen wieder in den ursprünglichen historischen Baustil zurückversetzt.

## Besondere Leistungen
In den letzten Jahrzehnten gibt es in Niedersachsen – teilweise aber auch über das Land hinaus – kaum ein Innovationsvorhaben im berufsbildenden Bereich für die Fachrichtungen Gesundheit und Soziales, an dem nicht Lehrkräfte der Alice-Salomon-Schule leitend oder zumindest maßgeblich mitgewirkt haben. Bezüglich der Kooperationen mit außerschulischen Institutionen ist die Alice-Salomon-Schule beispielgebend.
Schüler und Schülerinnen wirkten bei der inhaltlichen Gestaltung der Webseite von Lesestart Hannover mit.

## Schulträger
- 1878–1921 Frauenbildungsverein
- 1921–2001 Stadt Hannover
- seit 2001 Region Hannover

## Schulnamen
- 1878 Gewerbe- und Haushaltungsschule
- 1921 Städtische Gewerbe- und Haushaltungsschule
- 1939 Städtische Frauenfach- und Haushaltungsschule
- 1953 Hedwig-Heyl-Schule
- 1978 Berufsbildende Schule 21 der Landeshauptstadt Hannover – Hedwig-Heyl-Schule
- 1999 Berufsbildende Schule 21 der Landeshauptstadt Hannover – Alice-Salomon-Schule
- 2001 Alice-Salomon-Schule, Berufsbildende Schule für Gesundheit und Soziales, Region Hannover

## Schulleitung
- 1878–1902 Frauenbildungsverein
- 1902–1932 Minna Schanze, Direktorin
- 1933–1955 Margarete Schade, Direktorin
- 1955–1970 Hildegard Peters, Oberstudiendirektorin
- 1970–1971 Ilse Müller-Wiener, Studiendirektorin (kommissarisch)
- 1971–1978 Ursula Sinke, Oberstudiendirektorin
- 1978–1980 Ilse Müller-Wiener, Studiendirektorin (kommissarisch)
- 1980–1997 Hannelore Schmidt, Oberstudiendirektorin
- 1997–1998 Gabriele Hackbarth, Studiendirektorin (kommissarisch)
- 1998–2013 Matthias Gleitze, Oberstudiendirektor
- 2013–2020 Sabine Sahling, Oberstudiendirektorin
- Seit 2020 Ute Eggers, Oberstudiendirektorin

## Bildungsgänge
- Berufsschule Augenoptik
- Berufsschule Medizinische(r) Fachangestellte(r)
- Berufsschule Pharmazeutisch-kaufmännische(r) Angestellte(r)
- Berufsschule Tiermedizinische(r) Fachangestellte(r)
- Berufsschule Zahnmedizinische(r) Fachangestellte(r)
- Berufsschule Zahntechnik
- Berufsfachschule Ergotherapie
- Berufsfachschule sozialpädagogische Assistentin/sozialpädagogischer Assistent
- Fachschule Sozialpädagogik
- Fachschule Heilerziehungspflege
- Fachschule Heilpädagogik (Teilzeitform)
- Fachoberschule Gesundheit und Soziales, Schwerpunkt Sozialpädagogik
- Fachoberschule Gesundheit und Soziales, Schwerpunkt Gesundheit-Pflege
- Berufliches Gymnasium Gesundheit und Soziales, Schwerpunkt Sozialpädagogik
- Berufliches Gymnasium Gesundheit und Soziales, Schwerpunkt Gesundheit-Pflege

## Kooperationspartner
Mit folgenden Kooperationspartnern wird im Rahmen der praktischen Ausbildung im Bereich Sozialpädagogik und Sozialpflege zusammengearbeitet:
- Robinsonclub GmbH
- Heinz-Sielmann-Stiftung Duderstadt, Zentrum für Naturerlebnis und Umweltpädagogik
- Johanniter-Unfall-Hilfe e. V., Ortsverband Hannover
- Projektregion Niedersachsen der Arbeiterwohlfahrt, Region Hannover e. V.
- Grundschule Gartenheimstraße Hannover
- Grundschule Hinrich-Wilhelm-Kopf-Schule Hannover
- Landessportbund Niedersachsen
- Kreisjugendwerk der AWO Hannover
- Hannover 96 (Hannoverscher Sportverein von 1896)

Mit der HAWK Fachhochschule Hildesheim/Holzminden/Göttingen in Hildesheim findet ein Studienverbund zum Bachelor Bildung und Erziehung statt, wobei die ersten Studienmodule an der Fachschule Sozialpädagogik der Alice-Salomon-Schule absolviert werden.

## Partnerschaften
Mit folgenden Partnern finden jährliche Austauschbesuche von Schülern bzw. Studenten statt:
- Oranim Academic College, wissenschaftliche Hochschule für Pädagogik in Tivon, Israel
- Universität Çanakkale (Çanakkale Onsekiz Mart Üniversitesi), Türkei
- Staatliche Rittmeister-Witold-Pilecki-Hochschule Oświęcim in Małopolska (Małopolska Uczelnia Państwowa im. rotmistrza Witolda Pileckiego w Oświęcimiu), Polen

## Auszeichnungen
- 1997: Niedersächsischer Friedenspreis
- 2007: Preis „Stark im Sport“
- 2009: Designpreis Solar Challenge
- 2009: Niedersächsischer Friedenspreis
- 2010: Designpreis Solar Challenge
- 2019: Erster Platz Schülerwettbewerb der Bundeszentrale für politische Bildung (bpb)